# Nadbużański Park Krajobrazowy
Nadbużański Park Krajobrazowy – jeden z największych parków krajobrazowych w Polsce. Został utworzony w 1993 roku, a potem kilkukrotnie go powiększano. Składa się z jednego dużego i trzech mniejszych, osobnych płatów, i obejmuje lewobrzeżną część Doliny Dolnego Bugu (między ujściami Tocznej i Liwca), a także fragment doliny dolnej Narwi i Liwca. Do terenu Nadbużańskiego Parku Krajobrazowego zalicza się obszary leśne Puszczy Białej, Borów Łochowskich i Lasów Ceranowskich.

## Historia powstania
Pomysł utworzenia parku zrodził się w 1976 roku, a jego autorem był Lechosław Herz.
Według opracowanych później planów park (wraz z otuliną) miał zajmować powierzchnię 222 152 ha na terenie czterech ówczesnych województw:
- województwo ostrołęckie – 63% obszaru
- województwo siedleckie – 34% obszaru
- województwo ciechanowskie – 3% obszaru
- województwo łomżyńskie – 1% obszaru

W 1993 roku na terenie województwa siedleckiego został powołany pierwszy fragment parku. W 1994 roku powołano fragment położony w województwie ciechanowskim, a w 1998 roku – część leżącą w województwie łomżyńskim. Do utworzenia największej części, która miała się znajdować w województwie ostrołęckim, ostatecznie nie doszło.
W wyniku reformy administracyjnej park znalazł się w granicach województwa mazowieckiego i po powiększeniu w 2002 roku zajmuje obecnie powierzchnię 74 136,50 ha. Powierzchnia jego otuliny wynosi 39 535,2 ha.

## Cele ochrony
Dla parku określono następujące cele ochrony:
- W zakresie wartości przyrodniczych:
  - zachowanie swobodnie meandrującej nizinnej rzeki Bug i jego doliny z dużą liczbą starorzeczy i odnóg,
  - zachowanie pozostałości dużych kompleksów leśnych, bogactwa szaty roślinnej obejmującej liczną grupę chronionych i rzadkich gatunków roślin i zbiorowisk roślinnych,
  - zachowanie muraw psammofilnych i kserotermicznych oraz łęgów nadrzecznych.
- W zakresie wartości historycznych i kulturowych:
  - zachowanie swoistego charakteru zabudowy wiejskiej,
  - zachowanie tradycyjnej funkcji wsi oraz rozwój rękodzielnictwa ludowego.
- W zakresie ochrony walorów krajobrazowych:
  - zachowanie w niewielkim stopniu przekształconego krajobrazu rolniczego,
  - zachowanie wysokich skarp erozyjnych wysoczyzn okalających rzeki Bug i Narew oraz tarasu nadzalewowego z licznymi parabolicznymi wydmami.

## Formy ochrony

### Rezerwaty przyrody istniejące
W parku:
- Biele
- Bojarski Grąd
- Czaplowizna
- Dębniak
- Jegiel
- Kaliniak
- Moczydło
- Mokry Jegiel
- Podjabłońskie
- Przekop
- Sterdyń
- Toczna
- Turzyniec
- Wilcze Błota

W otulinie:
- Dzierżenińska Kępa
- Śliże

### Rezerwaty przyrody projektowane
- Brzuza
- Las Parowy
- Kałęczyn
- Łopianka

## Turystyka

### Szlaki piesze
- Szlak Doliną Bugu (MZ-5042n): Knychówek – Korczew – Ruska Strona – Skrzeszew – Gródek – Krzemień-Wieś – Kiełpiniec – Rytele-Olechny – Wólka Okrąglik – Treblinka – Orzełek – Sadoleś – Brzuza – Gwizdały – Łochów[4]
- Łochów PKP – Gwizdały – Łochów Wieś – Wólka Paplińska – Paplin – Turna – Liw
- Kamieńczyk – rezerwat Jegiel – rezerwat Czaplowizna – Krupińskie – Sadowne Węgrowskie PKP – Stare Lipki – rezerwat Moczydło – Starawieś – Węgrów
- Kamieńczyk – Jerzyska – Łochów PKP
- Topór PKP – rezerwat Czaplowizna[5]

### Ścieżki dydaktyczne
- Ścieżka przyrodnicza Huta Gruszczyno – Treblinka. Ścieżka o długości 31 km rozpoczyna się przy remizie OSP w miejscowości Huta Gruszczyno i do miejscowości Miednik biegnie wzdłuż ścieżki Jeziorka Kałęczyńskie. Wzdłuż ścieżki wyznaczono 8 przystanków z tablicami tematycznymi – tablica dot. przebiegu ścieżki nieopodal pomnika pamięci zwycięskiej bitwy partyzantów AK z 31 lipca 1944, wędrówki drzew, gniazda ptaków, ptaki drapieżne, wypalanie traw, sukcesja roślin, dokarmianie ptaków, tablica kierująca do mauzoleum w Treblince.
- Ścieżka przyrodnicza Jerzyska o długości 3 km, biegnie od leśniczówki w miejscowości Jerzyska drogą przy osiedlu letniskowym, następnie wzdłuż Kanału Łojewskiego do drogi Brzuza – Nadkole. Wzdłuż ścieżki rozmieszczono 6 tablic tematycznych, w tym: ważniejsze gatunki lasotwórcze, fazy rozwoju drzewostanów, o życiu bobrów, ochrona przeciwpożarowa i zasady zachowania się w lesie.
- Ścieżka przyrodnicza Jeziorka Kałęczyńskie o długości 9 km prowadząca przez kompleks leśny Miednik, przy trasie której znajdują się jeziora dystroficzne będące pozostałością jezior polodowcowych. Na trasie ścieżki znajduje się 11 tablic tematycznych w tym – mapa ścieżki, pomniki przyrody, formy ochrony przyrody na terenie gminy Stoczek, poradnik leśnego wędrowca, grzyby jadalne i trujące, gatunki drzew budujących drzewostan, rośliny wodne i szuwarowe, kręgowce i bezkręgowce wodne.
- Ścieżka przyrodnicza Korczew – Mogielnica. Ścieżka stanowi 14-kilometrową pętlę mającą początek przy remizie OSP w Korczewie. Na trasie ścieżki wytyczono 10 przystanków z tablicami tematycznymi – zespół parkowo-pałacowy w Korczewie, ptaki wodne, sukcesja ekologiczna, rezerwat przyrody Przekop, ptaki leśne, rośliny runa, płazy i gady Polski, ptaki drapieżne, rezerwat przyrody Kaliniak, życie stawu.
- Ścieżka przyrodnicza Torfowisko Kules. Ścieżka stanowi pętlę o długości 1,6 km, która rozpoczyna się na północno-wschodnim obrzeżu miejscowości Zieleniec. Trasa prowadzi wokół torfowiska o statusie użytku ekologicznego, wzdłuż trasy rozmieszczono 8 ilustrowanych tablic tematycznych – schemat przebiegu ścieżki, informacje na temat Nadleśnictwa Łochów, informacje na temat Nadbużańskiego Parku Krajobrazowego, życie na wydmie, torfowisko, bory sosnowe, świat zwierząt, ptaki torfowiska i jego sąsiedztwa.
- Ścieżka przyrodnicza Uroczysko Sterdyń o długości 10 km prowadząca przez kompleks leśny na terenie gminy Ceranów od leśniczówki Holendernia do gajówki Majdan. Na trasie ścieżki rozmieszczono 9 tablic tematycznych – przebieg, biologia bobra, zabiegi gospodarcze w lesie, gatunki zwierząt żyjące w lesie, rozwój drzewostanu, rezerwat Sterdyń, środowisko wodne, Nadleśnictwo Sokołów, poradnik leśnego wędrowca.
- Ścieżka przyrodnicza Uroczysko Ceranów. Ścieżka stanowi pętlę o długości 12,6 km, której początek znajduje się na granicy parku krajobrazowego, około 900 m na północny zachód od kościoła parafialnego w Ceranowie. Wzdłuż trasy rozmieszczono 13 tablic tematycznych w tym – ptasi budzik, pomniki przyrody, uprawa lasu, rezerwat przyrody Podjabłońskie, wzgórze ostańcowe „Żeglarek”, walory Nadbużańskiego Parku Krajobrazowego, mrówki, rezerwat przyrody Biele, użytek ekologiczny bagno śródleśne.
- Ścieżka przyrodnicza w rezerwacie Dębniak. Na trasie ścieżku umieszczono 15 tablic tematycznych – parki krajobrazowe Mazowsza, zespół parkowo-pałacowy w Korczewie, Nadbużański Obszar Chronionego Krajobrazu, ekosystem lasu, leśny jar, życie w stawie, przyrodnicze obiekty chronione Korczewa, Nadbużańskia Strefa Ekologiczna, flora i fauna rezerwatu Dębniak, ichtiofauna Bugu.

## Akty prawne
Lista aktów prawnych regulujących zakres ochrony dla parku:
- Rozporządzenie Nr 36/93 Wojewody Siedleckiego z dnia 30.09.1993 w sprawie utworzenia Nadbużańskiego Parku Krajobrazowego[6]
- Rozporządzenie Nr 15/94 Wojewody Ciechanowskiego z dnia 18.04.1994 w sprawie utworzenia Nadbużańskiego Parku Krajobrazowego[7]
- Rozporządzenie Nr 38/1997 Wojewody Ciechanowskiego z dnia 3.12.1997 w sprawie zmiany rozporządzenia w sprawie utworzenia NPK[8]
- Rozporządzenie Nr 13/98 Wojewody Łomżyńskiego z dnia 19.05.1998 w sprawie utworzenia Nadbużańskiego Parku Krajobrazowego na terenie województwa łomżyńskiego[9]
- Rozporządzenie Nr 98 Wojewody Mazowieckiego z dnia 2.12.1999 w sprawie utworzenia Nadbużańskiego Parku Krajobrazowego na terenie gmin Nur i Zaręby Kościelne powiat Ostrów Mazowiecka[10]
- Rozporządzenie Nr 30 Wojewody Mazowieckiego z dnia 26.03.2002 w sprawie Nadbużańskiego Parku Krajobrazowego oraz jego powiększenia[11]
- Rozporządzenie Nr 99 Wojewody Mazowieckiego z dnia 3.12.2002 zmieniające rozporządzenie w sprawie Nadbużańskiego Parku Krajobrazowego oraz jego powiększenia[12]
- Rozporządzenie Nr 23 Wojewody Mazowieckiego z dnia 18.04.2003 zmieniające rozporządzenie w sprawie Nadbużańskiego Parku Krajobrazowego oraz jego powiększenia[13]
- Rozporządzenie Nr 25 Wojewody Mazowieckiego z dnia 9.09.2004 zmieniające rozporządzenie w sprawie Nadbużańskiego Parku Krajobrazowego[14]
- Rozporządzenie Nr 2 z dnia 15.03.2005 Wojewody Mazowieckiego uchylające rozporządzenie w sprawie Nadbużańskiego Parku Krajobrazowego[15]
- Rozporządzenie Nr 3 Wojewody Mazowieckiego z dnia 15.03.2005 w sprawie Nadbużańskiego Parku Krajobrazowego. ekoportal.gov.pl. [zarchiwizowane z tego adresu (2014-01-01)].[16]
- Rozporządzenie Nr 58 Wojewody Mazowieckiego z dnia 25.05.2005 zmieniające rozporządzenie w sprawie Nadbużańskiego Parku Krajobrazowego[17]